# Frijol negro

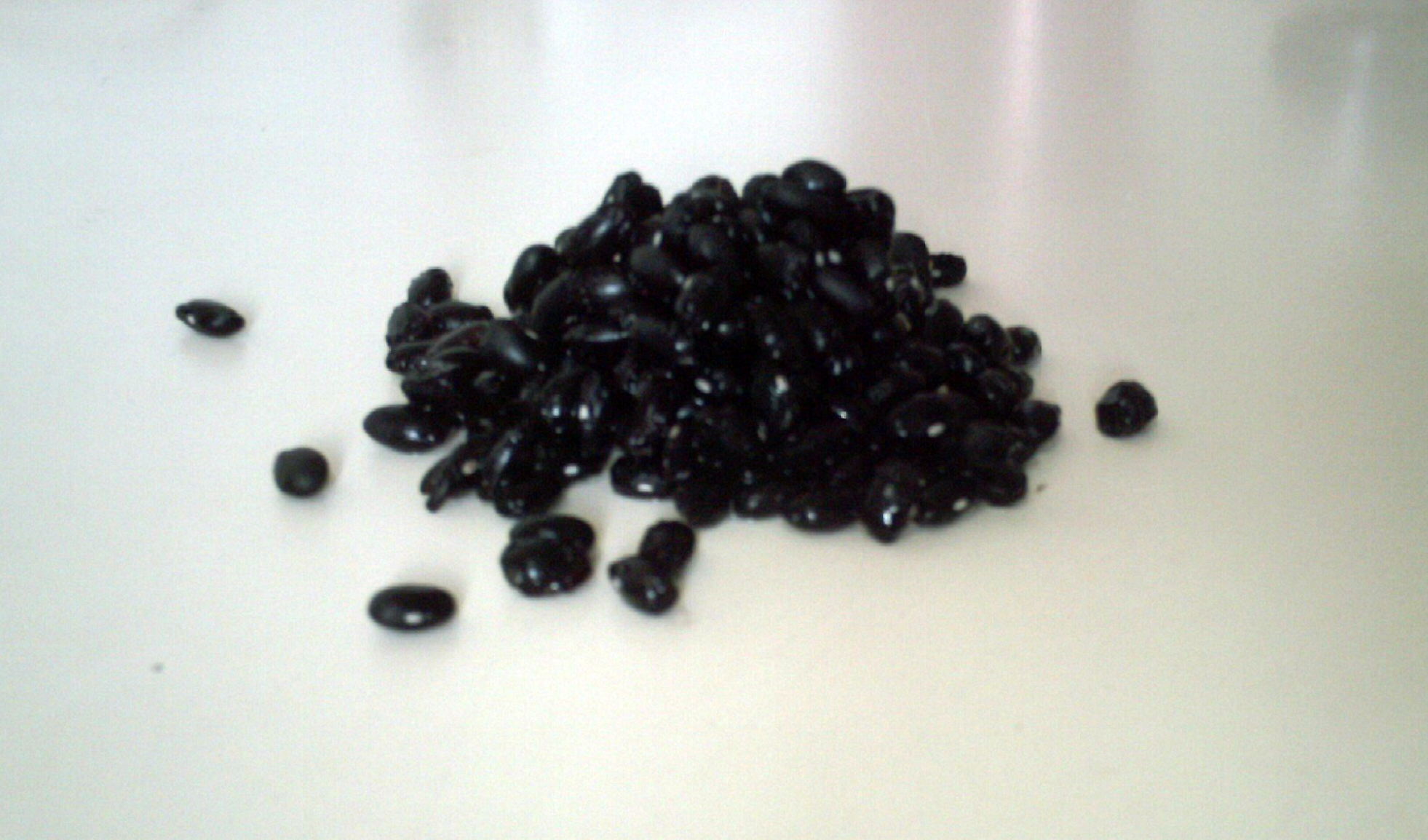
Frijoles negros.

Los frijoles negros, porotos negros, habichuelas negras, caraotas negras o zaragozas negras son granos negros producidos por diferentes variedades de la leguminosa Phaseolus vulgaris; los cuales son utilizados en las culinarias de Brasil, Cuba, Guatemala, Islas Canarias, México, Venezuela, la Costa Caribe y la Orinoquia colombianas.
Esta planta 
es originaria de América. Se han señalado dos acervos genéticos o centros de origen; uno en Mesoamérica y el otro en América Andina (Voysest, 1998c; 
2000). El primer centro se caracteriza, principalmente, por poseer semillas pequeñas de forma elíptica y romboide con un peso de 40 g. cada 100 semillas. 
Entretanto en el centro de América Andina se produce semillas de forma cilíndrica, 
arriñonada y redonda, con un peso mayor a 40 g. cada 100 semillas. En ambos 
acervos, las semillas presentan colores variados desde negro hasta blanco y con rayas o combinación de colores. En Venezuela, el mayor consumo y preferencia es por el grano de origen Mesoamericano y particularmente, de color negro opaco (Voysest, 2000; Medina, 2012).

## Descripción
Es una planta de hábito de crecimiento indeterminado, porte erecto y una guía corta al fin del tallo principal. Es bastante ramificada, y tiende a agrupar la mayor cantidad de frutos en el eje principal.

### Frutos
Los granos vienen en vainas que son recurvadas de color crema al madurar, en condiciones ambientales determinadas pueden tener pigmentación parda o morada. Las semillas son negras opacas, alargadas, de tamaño pequeño, con 18 a 25 g/100 semillas.

### Ciclo vegetativo
Florece a los 35 días después de germinar. La madurez de los frutos ocurre entre 65-75 días después de la germinación y la madurez de cosecha se presenta a los 78-80 días. 
Permite muy bien la cosecha mecanizada.

### Suelos favorables para su cultivo
Aunque admite una amplia gama de suelos, los más indicados son los suelos ligeros, de textura silíceo-limosa, con buen drenaje y ricos en materia orgánica. 
En suelos fuertemente arcillosos, muy calizos y demasiado salinos vegeta deficientemente, siendo muy sensible a los encharcamientos, de forma que un riego excesivo puede ser suficiente para dañar el cultivo, quedando la planta de color pajizo y achaparrada. Los valores de pH óptimos oscilan entre 6 y 7,5, aunque en suelo enarenado se desarrolla bien con valores de hasta 8,5. Si el suelo es ligero y arenoso, se añade una cantidad abundante de turba húmeda, abono o estiércol maduro. Si el drenaje no es bueno se forma un cúmulo o montecito y se siembra en su parte superior. Si el suelo es muy ácido se agrega cal.
| Gramos | Valor calórico | Proteínas    | Carbohidratos |
| 60     | 75 kcal        | 5 gramos (g) | 12 g          |

## Gastronomía

### Brasil
Son parte integral de la feijoada, plato nacional brasileño.

### Cuba
Es muy popular prepararlos mezclados con arroz blanco. De esta manera, se obtiene lo que se conoce como moros con cristianos.

### México
Se usan para preparar frijoles negros refritos, popular acompañamiento de la cocina mexicana. Pero también hervidos de forma simple con epazote, hierba santa u hoja de aguacate, está muy presente en muchos platillos mexicano. por lo general el consumo de frijol negro es mayor en la región sur puesto que en la parte norte es más común ver el frijol bayo. En las regiones mayas, el frijol negro es conocido como espelón (del maya yucateco x'pelon).

### Venezuela
Las caraotas son el grano principal de la gastronomía venezolana y uno de los componentes del pabellón criollo, plato típico venezolano. También se prepara una sopa que es un plato representativo de Caracas, la cual se sirve previa al "seco” o plato principal de los almuerzos o comidas. Su preparación es simple, al solo incluir sal, algunos aliños, y toques personales. En Occidente se les suele agregar suero de leche (producto lácteo cremoso acidificado, salado y picante). Así mismo, junto al queso blanco duro rallado forma una combinación llamada dominó que se suele consumir como relleno de arepas y empanadas. Cuando quedan de un día para otro se sofríen en mantequilla, margarina o aceite y se obtiene una especie de pasta llamada caraotas refritas. En el estado Lara es común servirlas como acompañante de la tostada caroreña e incluso se sirve con pasta y en el Oriente del país son comúnmente consumidas con azúcar.

### Guatemala
Es el único país de Centroamérica que consume más el frijol negro que cualquier otro tipo de frijol. Es considerado como un alimento de la gastronomía típica diaria y se consume en cualquiera de sus presentaciones: parados (en grano) , colados (licuados) o volteados (fritos). Una vez cocidos en olla de presión, se pueden freír en grano o proceder a licuarse. Se fríe cebolla y ajo y una vez dorados se agregan los frijoles licuados hasta que se cocinen lo suficiente. O se pueden seguir friendo hasta que alcancen una consistencia más sólida. 
Un dato curioso es que en el resto de Centroamérica se consume en su mayoría el frijol rojo; En México, el frijol negro es consumido principalmente en el sureste.

## Variedades
- Montalbán[2]
- Tacarigua
- Jamapa
- Cubagua